# 大阪放送劇団
大阪放送劇団（おおさかほうそうげきだん）は、1941年に設立した日本の劇団。
1941年〈昭和16年〉にNHK大阪放送局の専属劇団「大阪放送劇団」として発足したのがルーツ。
NHK大阪放送劇団時代の1947年〈昭和22年〉から本公演を、1983年からは小劇場公演もおこなっている。関西俳優協議会会員。

## 現在の劇団員
| *端田宏三 - 増田久美子 - 杜山碧 - 弥武敦子 | *濱田まい - 中尾春水 - 加田智志 - 中村恵美子 - 山下真幸 |

## 出身者
- 蓬萊泰三[4]
- 志摩靖彦
- 沼田曜一[5]
- 園佳也子[6] - 聴講生
- 高森和子[7]
- 太田淑子[8]
- 尾崎麿基[9] - 5期生
- 國村隼 - 付属研究所9期生
- 南条好輝 - 付属研究所出身
- 升毅 - 1975年に入団
- 森脇京子[10]
- 小幡昭子 - NHK時代7期生[11]
- 西山辰夫
- 竹岡良子

## 上演作品

### 劇団本公演
- Vol. 1「東京哀詩」（作/菊田一夫　演/岩田直二）1947.8.30~31
- Vol. 2「太陽の子/青い山脈」(作/真船豊・石坂洋次郎　脚色/田中澄江　演/梅本重信/小山賢市）1948.5.6~8
- Vol. 3「望みなきに非ず」（作/石川達三　脚色/梅本重信　演/梅本重信）1948.12.24~26
- Vol. 4「灯台」（作/三島由紀夫　演/小山賢市) 　「薔薇一族」(作/小山祐士　演/梅本重信）1949.11.19~21
- Vol. 5「祇王村」（作/田口竹男　演/梅本重信）1950.10.21~22
- Vol. 6「防風林」（作/北条秀司　演/梅本重信）　「太陽の子」（作/真船豊　演/梅本重信）1952.6.14
- Vol. 7 四つの危機　「おんごく」（作/土井行夫　演/田中千禾夫）　「笛」（作/田中千禾夫　演/伊達兼三郎）　「札束」（作/茂木草介　演/小山賢市）　「落葉」（作/小田和夫　演/湯浅辰馬）1953.11.13〜14
- Vol. 8「礼服」（作/秋元松代　演/岡倉士朗）　「火の山」（作/田中千禾夫　演/田中千禾夫）1954.11.15〜16
- Vol. 9「髭」（作/土井行夫　演/梅本重信）　「片恋」（作/北条秀司　演/小泉祐二）1955.11.16〜17
- Vol.10「俺達は天使である」（作/茂木草介　演/茂木草介）　「鸚鵡の饒舌」（作/真船豊　演/真船豊）1957.9.27〜28
- Vol.11「欲ぼけ報告書」（作/茂木草介　演/茂木草介・湯浅辰馬）1964.3.11~12
- Vol.12「まぼろし部落顛末記」（作/茂木草介　演/茂木草介・山田勝美）1965.3.12~13
- Vol.13「踏切の目」（作/茂木草介　演/茂木草介）1966.3.11~12
- Vol.14「タルチェフ」（作/モリエール　演/西山　辰夫）1968.6.29
- Vol.15「守銭奴」（作/モリエール　演/西山辰夫）1969.
- Vol.16「夜の来訪者」（作/プリーストリー　演/岩田直二）1970.6.1~2
- Vol.17「わが町」（作/ソーントンワイルダー　演/岩田直二）1971.3.19~20
- Vol.18「罠」（作/ロベール・トマ　演/三浦達雄）1972.9.11~13
- Vol.19「ブラックコメディ」（作/ピーターシエファー　演/三浦達雄）1973.3.12~13
- Vol.20「夢見る乙女」（作/エルマー・ライス　演/岩田直二）1974.8~9
- Vol.21「ノーチャップ」（作/土井行夫　演/岩田直二）1976.19~20　「飛田付近」（作/茂木草介　演/岩田直二）1976.3.25~27
- Vol.22「罠」（作/ロベール・トマ　演/岩田直二）1977.
- Vol.23「そして誰もいなくなった」（作/アガサ・クリスティ　演/岩田直二）1978.
- Vol.24「招かれざる客」（作/アガサ・クリスティ　演/岩田直二）1979.
- Vol.25「情婦」（作/アガサ・クリスティ　演/岩田直二）1980.12.6~7
- Vol.26「蜘蛛の巣」（作/アガサ・クリスティ　演/岩田直二）1982.3.12~14
- Vol.27「暗くなるまで待って」（作/フレデリック・ノット　演/西山辰夫）1983.3.16~17
- Vol.28「そして誰もいなくなった」（作/別役実　演/端田宏三）1984.3.9~10
- Vol.29「仇討」（作/井上ひさし　演/堀内一市）1984.10.25~26
- Vol.30「ブーフーウー殺人事件」（作/飯沢匡　演/西山辰夫）1985.11.22~23
- Vol.31「評決」（作/アガサ・クリスティ　演/西山辰夫）1987.2.19~20
- Vol.32「殺人をもう一度」（作/アガサ・クリスティ　演/端田宏三）1988.2.20~21
- Vol.33 ジョバンニの父への旅」（作/別役実　演/端田宏三）1988.11.25~26
- Vol.34「高崎山殺人事件」（作/宮本研　演/端田宏三）1990.2.17~18
- Vol.35「眠れる森の美女」（作/別役実　演/端田宏三）1991.2.23~24
- Vol.36「罠（再演）」（作/ロベール・トマ　演/西山辰夫）1992.2.22~23
- Vol.37「ドラキュラ伯爵の秋」（作/別役実　演/端田宏三）1992.10.10~11
- Vol.38「マザー・マザー・マザー」（作/別役実　演/端田宏三）1994.2.19~20
- Vol.39「華々しき一族（作/森本薫　演/端田宏三）1995.11.9〜10
- Vol.40「恋の冷凍保存」（作/ジャン・ベルナール・リュック　演/西山辰夫）1996.12.13〜14
- Vol.41「キネマの天地」（作/井上ひさし　演/西山辰夫）1997.11.7~8
- Vol.42「金襴緞子の帯しめながら（作/別役実　演/端田宏三）1998.12.5~6
- Vol.43「マーヴィンの部屋（作/スコット・マクファーソン　演/今西俊夫）1999.12.11~12
- Vol.44「歌うシンデレラ」（作/別役実　演/端田宏三）2000.12.7~8
- Vol.45「猫町（作/別役実　演/端田宏三）2001.12.22~23
- Vol.46「雨月物語」（作/別役実　演/端田宏三）2002.11.29~30
- Vol.47「哄笑 ～智恵子　ジェームス坂病院にて～」（作/清水邦夫　演/林史郎）2003.11.22~23
- Vol.48「わが夢にみた青春の友」（作/清水邦夫　演/西山辰夫）2004.11.19~20
- Vol.49「夜の来訪者」（作/Ｊ・Ｂ・プリーストリー　演/西山辰夫）2005.11.26~27
- Vol.50「かくて新年は」（作/森本薫　演/西山辰夫）2006.11.17~18
- Vol.51「わが家/衣裳」（作/森本薫　演/西山辰夫）2007.12.1~2
- Vol.52「キネマの天地（再演）」作/井上ひさし　演/西山辰夫）2008.11.14~15
- Vol.53「エレジー 父の夢は舞う」（作/清水邦夫　演/端田宏三）2009.11.20~22
- Vol.54「二人の長い影」（作/山田太一　演/西山辰夫）2010.12.3~5
- Vol.55「お父さんのハイライト」（作/森脇京子　演/西山辰夫）2011.11.18~20
- Vol.56「しまいこんでいた歌」（作/山田太一　演/西山辰夫）2012.11.30~12.2
- Vol.57「煙りにまかれて五十年」（作/アンドレ・ルッサン　演/西山辰夫）2013.10.25~27
- Vol.58「闇に咲く花―愛敬稲荷神社物語―」（作/井上ひさし　演/西山辰夫）2014.11.14~16
- Vol.59「八人の女（作/ロベール・トマ　演/西山辰夫/端田宏三）2015.7.10~12
- 「闇に咲く花―愛敬稲荷神社物語―（再演/コープシアター貸切公演）」（作/井上ひさし　演/西山辰夫/端田宏三）2015.10.22~23
- Vol. 60「とりあえず、ボレロ」（再演/西山辰夫追悼公演）（作/清水邦夫　演/今西俊夫）2016.11.25~27
- Vol.61「ジンジャーブレッド・レディ」（作/ニール・サイモン　演/今西俊夫）2017.11.17~19
- Vol.62「おかしな二人（女性版）」（作/ニール・サイモン　演/今西俊夫）2018.11.30~12.2
- Vol.63「シングルマザーズ」（作/永井愛　演/今西　俊夫）2019.11.29~12.1
- Vol.64「留守・秘密の代償」（作/岸田國士　演/今西俊夫・増田久美子）2021.12.3~12/5
- Vol.65　岸田國士一幕劇集「ぶらんこ」「葉桜」「チロルの秋」（作/岸田國士　演/今西俊夫・増田久美子）2022.11.11~13
- Vol.66「冬の馬」（作/清水邦夫　演/今西俊夫）2023.10.27~29
- Vol.67「こんにちは、母さん」（作/永井愛　演/今西俊夫）2025.1.17~19

### 小劇場公演
- Vol. 1 「踊り子」（作/北村想　演/西山辰夫）1983.11.4~5
- Vol. 2 「子供の領分」（作/山崎哲　演/森平人）1984.6.24~26
- Vol. 3 「雰囲気のある死体」（作/別役実　演/端田宏三）1985.4.12~13
- Vol. 4 「あの、愛の一群たち」（作/清水邦夫　演/端田宏三）1986.2.21~22
- Vol. 5 「天才バカボンのパパなのだ」（作/別役実　演/端田宏三）1986.6.6~8
- Vol. 6 「花のさかりに死んだあの人」（作/清水邦夫　演/西山辰夫）1986.11.14~16
- Vol. 7 「シャボン玉、とんだ」（作/森脇京子　演/森脇京子）1987.10.26~28
- Vol. 8 「2001年ヤッちゃんの旅」（作/森脇京子　演/端田宏三）1987.10.26~28
- Vol. 9 「アンドロイドはしば漬けがお好き」（作/森脇京子　演/西山辰夫）1988.2.27~29
- Vol.10 「情報誌の女」（作/森脇京子　演/堀内一市）1988.9.1~4
- Vol.11 「子供の時間」（作/リリアン・ヘルマン　演/端田宏三）1989.2.17~19
- Vol.12 「月の上の夜」（作/渡辺えり子　演/端田宏三 ）1989.9.30~10.1
- Vol.13 「とりあえずボレロ」（作/清水邦夫　演/西山辰夫）1990.9.22~23
- Vol.14 「七色の色鉛筆」（作/矢代静一　演/端田宏三）1991.7.27~28
- Vol.15 「ジプシー」（作/横内謙介　演/西山辰夫）1992.5.30~31
- Vol.16 「あらかじめ失われた恋人たちよ」（作/清水邦夫　演/端田宏三）1993.2.13~14
- Vol.17 「恋愛日記」（作/竹内銃一郎　演/西山辰夫）1993.9.24~26
- Vol.18 「パパは誘拐犯」（作/山崎哲　演/端田宏三）1994.9.17~18
- Vol.19 「思い出のブライトン・ビーチ」（作/ニール・サイモン　演/西山辰夫）1995.7.22~23
- Vol.20 「鮮やかな朝」（作/森脇京子　演/西山辰夫）1996.7.27~28
- Vol.21 「INAMURA走れ！」（作/丸尾聡　演/中山鉄朗）1997.8.9~10
- Vol.22 「ナツヤスミ語辞典」（作/成井豊　演/中山鉄朗）1998.8.8~9
- Vol.23 「体温計をどうぞ」（作/武山博　演/中山鉄朗）1999.8.7~8
- Vol.24 「想稿・銀河鉄道の夜」（作/北村想　演/端田宏三）2000.4.21~22
- Vol.25 「銀河旋律」（作/成井豊　演/岩崎聖命）2000.8.12~13
- Vol.26 「草の駅」（作/清水邦夫　演/西山辰夫）2001.8.3~4
- Vol.27 「アローン・アゲイン」（作/成井豊　演/西山辰夫）2002.7.6~7
- Vol.28 「夜のキリン」（作/しゅう史奈　演/岩崎聖命）2003.4.8~9
- Vol.29 「火花みたいに」（作/鈴江敏郎　演/西山辰夫）2003.8.8~9
- Vol.30 「恋・末摘花」（構成/西山辰夫　演/西山辰夫）2004.6.26~27
- Vol.31 「動員挿話/驟雨」（作/岸田国士　演/西山辰夫）2006.5.19~20
- Vol.32 「夏きたりなば」（作/ふたくちつよし　演/西山辰夫）2007.6.2~3
- Vol.33 「ジュリエットたち」（作/小川未玲　演/西山辰夫）2008.6.14~15
- Vol.34 「遭難、」（作/本谷有希子　演/西山辰夫）2009.6.13~14
- Vol.35 「法王庁の避妊法」（作/飯島早苗　演/端田宏三）2010.6.12~13
- Vol.36 「ハックルベリーにさよならを」（作/成井豊　演/端田宏三）2011.5.14~15
- Vol.37 「月の上の夜（再演）」（作/渡辺えり　演/端田宏三）2012.6.9~10
- Vol.38 「幸せ最高ありがとうマジで！」（作/本谷有希子　演/端田宏三）2013.6.15~16
- Vol.39 「蠅取り紙　山田家の５人兄妹」（作/飯島早苗・鈴木裕美　演/西山辰夫）2014.6.14~15
- Vol.40 「バンク・バン・レッスン」（作/高橋いさを　演/端田宏三）2016.6.18~19
- Vol.41 「オールライト」（作/瀬戸山美咲　演/増田久美子）2017.7.22~23
- Vol.42 「水平線の歩き方」（作/成井豊　演/増田久美子）2018.6.16~17
- Vol.43 「朗読劇場」（作/別役 実・岸田 今日子　演/端田 宏三・増田 久美子）2019.6.15~16
- Vol.44「神の子供達はみな遊ぶ」（作/弦巻啓太（弦巻楽団）　演/増田久美子）2022.5.28~29
- Vol.45「その受話器はロバの耳」（作/土田英生　演/増田久美子）2024.7.13~14